# La chica de Plexiglás (single)
«La chica de Plexiglás» es un sencillo del grupo musical Aviador Dro editado en el año 1980 por el sello "Movieplay" bajo la referencia 02.2375/2.
Se trata del primer sencillo del grupo, que se grabó gracias al tercer puesto obtenido en la primera edición del Concurso de Rock Provincia de Madrid organizado por la Diputación de Madrid.

Cabe destacar como curiosidad que, en el libro "30 Años del Villa (1978-2008) - Una Historia del Rock en Madrid", se hace referencia a dicha clasificación en la página 38.

Fue grabado en agosto del año 1980 en los estudios Sonoland de Madrid y producido por Jesús Gómez.

## Lista de canciones
| Título                  | Autor              | Duración |
| ----------------------- | ------------------ | -------- |
| «La chica de Plexiglás» | Servando Carballar | 2:18     |
| «Láser»                 | Servando Carballar | 2:49     |